# Dusona propodeator
Dusona propodeator är en stekelart som beskrevs av Hinz 1994. Dusona propodeator ingår i släktet Dusona och familjen brokparasitsteklar. Inga underarter finns listade i Catalogue of Life.